# Finnsnes
Finnsnes est une ville du comté de Troms, en Norvège, située dans la kommune de Senja dont elle est le centre administratif.

## Description
Située sur le continent à proximité de l'île de Senja, Finnsnes est reliée à celle-ci par le Gisundbrua (pont de Gisund) (1 147 m de longueur).
La ville, issue d'un simple établissement pastoral, est devenue un grand centre régional, desservi par l'aéroport de Bardufoss. 
D'une superficie de 3,37 kilomètres carrés, la ville compte 4 961 habitants (2024).